# Teorija žrtve
Teorija žrtve je pojam iz savremene istorije, i opšte korišćeni izraz, za jedan posle Drugog svetskog rata široko rasprostranjeni način argumentacije u Austriji, koji se tiče vremena pre pripajanja Austrije nemačkom „Rajhu“. Kao sinonim za teoriju žrtve se takođe koristi i „Mit o žrtvi“. Teorija žrtve, kojom se u kolektivnom pamćenju potiskuje austrijsko saučesništvo u nedelima nacijonalsocijalizma, označava se takođe kao „životna laž“ druge Austrijske republike.

### Koreni
Kao glavno obrazloženje za tu teoriju navodi se hapšenje celokupnog austrijskog državnog vrha posle upada nemačkih trupa 1938. Važnu ulogu je takođe imala Moskovska Deklaracija od 1. novembra 1943 u kojoj su glavni saveznici zastupali mišljenje da je Austrija prva žrtva Hitlerove osvajačke politike. Kao posledica toga Austrija je u pravnom smislu važila za žrtvu nacističke politike.

### Dejstvo i dugoročne posledice
Teorija žrtve je pokazala prvo dejstvo već neposredno posle rata, u smislu vrlo oštre anti-nacističke borbe koja je u početnoj fazi vođena konsekventnije nego u Nemačkoj. Ona je međutim, za vreme hladnog rata, praktično okončana i unazad gledano, nije sprovedena u zadovoljavajućem obimu. Takođe se i restitucija opljačkanih bogatstava odlagala.
Potiskivanje svesti o saučesništvu velikog broja Austrijanaca u nedelima za vreme nacističke vladavine je dovelo do toga, da je ispravljanje nepravde koja je naneta u okviru nacijonalsocijalističkog progona sprovedena vrlo sporo. Nasuprot tome su žrtve rata tretirane mnogo bolje. To se pogotovo odnosilo na članove „Vermahta“ koji su nazivani žrtvama rata. Do ranih 90-ih godina 20-og veka, konstantno je korišćena teorija žrtve, čime je sprečeno rasvetljavanje uloge Austrijanaca u zločinima nacizma. Tek 1986. tokom afere oko austrijskog predsednika Kurta Valdhajma (njegovo članstvo u Vermahtu), počeo je drugačiji odnos prema tom vremenu.
Godine 1991. je kao prvi austrijski političar, tadašnji kancelar Franc Vranicki, priznao zločine, koje su počinili Austrijanci, i zamolio za oproštaj. Ta promena u svesti je takođe omogućila austrijskom politologu Andreasu Maislingeru formiranje Austrijske spomen službe žrtvama holokausta. Poslednjom manifestacijom „teorije žrtve“ mogu se smatrati reakcije nekolicine novinara, povodom „EU-sankcija“. Kao što je poznato, one su uvedene Austriji 1999. godine od strane 14 država članica Evropske Unije u znak protesta zbog učešća desno orijentisane „Austrijske slobodarske Partije“ (FPO) u novoformiranoj vladi, pod njihovim šefom, kontraverznim desničarom , Jergom Hajderom. Te sankcije su od strane medija shvaćene kao direktne mere protiv austrijskog naroda odnosno čitave države.

## Literatura
- Gerhard Botz: Geschichte und kollektives Gedächtnis in der Zweiten Republik. „Opferthese“, „Lebenslüge“ und „Geschichtstabu“ in der Zeitgeschichtsschreibung. In: Wolfgang Kos, Georg Rigele (Ed.): Listing 45/55. Österreich im ersten Jahrzehnt der Zweiten Republik. Sonderzahl, Vienna 1996.  978-3-85449-092-0. стр. 51–85..
- Ewald Ehtreiber: Stichworte: „Opferthese“, „Vergangenheitsbewältigung“, „Wehrmachtsausstellung“ und „Wiedergutmachung“. In: Oswald Panagl, Peter Gerlich (Ed.): Wörterbuch der politischen Sprache in Österreich. öbv, Vienna. 2007.  978-3-209-05952-9.
- Anton Legerer: Gedenkdienste: NS-Bewältigung in Österreich. In: Tatort: Versöhnung. Aktion Sühnezeichen in der BRD und in der DDR und Gedenkdienst in Österreich. Evangelische Verlagsanstalt, Leipzig. 2011.  978-3-374-02868-9. стр. 409-458.
- Andreas Maislinger: "Vergangenheitsbewältigung" in der Bundesrepublik Deutschland, der DDR und Österreich. Psychologisch-pädagogische Maßnahmen im Vergleich. In: Deutschland Archiv, September 1990.
- Günther Sandner: Vergangenheitspolitik im Kabinett. Die Debatten um die österreichischen Kriegsopfer am Beginn der Zweiten Republik. In: Oswald Panagl, Ruth Wodak (Ed.): Text und Kontext. Theoriemodelle und methodische Verfahren im transdisziplinären Vergleich. Königshausen & Neumann, Würzburg 2004.  978-3-8260-2838-0. стр. 131–147.

## Spoljašnje veze
- „Willkommen”. gedenkdienst.at. Gedenkdienst. Приступљено 5. 10. 2013.